# Congreso Mundial Amazig

Bandera oficial del movimiento amazig, adoptada en 1997.

El Congreso Mundial Amazig (ⴰⴳⵔⴰⵡ ⴰⵎⴰⴹⵍⴰⵏ ⴰⵎⴰⵣⵉⵖ en amazig) es una organización no gubernamental internacional conformada por asociaciones amaziges de carácter social, cultural, desarrollo y de protección ambiental, de países de la Tamazgha—neologismo que refiere a la geografía del norte de África y a la diáspora donde se asientan las distintas culturas bereberes.
El congreso nace del afán de los ciudadanos y organizaciones por dotarse de una estructura de coordinación y representación internacional que responda a los intereses de la cultura amazig, siendo esta iniciativa un proyecto independiente y desvinculado de los Estados u otras organizaciones políticas.

## Historia y objetivos del CMA
La idea de un congreso mundial amazig toma forma a raíz de la celebración de la vigesimoséptima edición del Festival de Cine de Daunenez en 1994, que lleva por temática principal a los pueblos bereberes. El evento convocó a numerosas asociaciones, militantes y amigos de la causa bereber, originando un fructífero e intenso debate sobre la misma, y propuso un siguiente encuentro. En 1995, más de un centenar de delegados de asociaciones bereberes llegados de varios países, se dieron cita en la ciudad de Saint-Rome de Dolan (Lozère, Francia) los días 1, 2 y 3 de septiembre en un pre-congreso que habría de decidir la convocatoria y formación de una organización llamada «Congreso Mundial Amazig» (CMA). Durante la reunión, "AZAR" Asociación Canaria de la Cultura Tamazight, propuso la celebración de la primera Asamblea General del CMA en Canarias, siendo elegida entre las alternativas de París y Bruselas. AZAR asumió el compromiso de organizar el congreso y entre los días 27 y 30 de septiembre de 1997, se consumó en Tafira (Gran Canaria, Canarias) un evento aclamado como un hecho histórico sin precedentes, bajo la seña de «un reencuentro del archipiélago canario con los hombres, mujeres y cultura con quienes comparten un mismo origen».

### Objetivos
La misión del CMA es velar por la defensa de los derechos e intereses políticos, económicos, sociales, culturales, históricos y civilizatorios del pueblo amazig, y la promoción de su identidad cultural por medio de la enseñanza y retransmisión del legado bereber tanto dentro como fuera de los límites geográficos de la Tamazgha. Entre las propuestas y objetivos establecidos figuran:
- Trabajar por el reconocimiento oficial, entendiéndolo como visibilidad de la integración bereber a nivel constitucional e institucional.

- Promover y modernizar la lengua y cultura amazig.

- Elaborar y realizar proyectos de formación y enseñanza del tamazigh.

- Establecer lazos de hermandad entre las distintas etnias bereberes y coordinar sus acciones a nivel internacional.

- Emprender las acciones oportunas para preservar a los niños bereberes de fenómenos desculturizadores.

- Crear mecanismos para disponer de fondos para poner en marcha los siguientes proyectos:

1. Rehabilitar la historia y civilización bereberes a nivel educativo, la investigación científica y el patrimonio.
2. Interpelar a las organizaciones internacionales competentes sobre la necesidad de proteger y valorar el patrimonio de la civilización amazig.
3. Promover los valores de democracia y de los derechos humanos desarrollando intercambios entre los pueblos amaziges, primando la racionalidad, el relativismo cultural y la modernidad.

- Crear y promover medios de comunicación que sirvan a la consecución de los puntos anteriores.

La conquista de estas metas se plantea desde una perspectiva que toma como instrumento articulador el Derecho Internacional, la solidaridad y la cooperación con otros pueblos y organizaciones de la sociedad civil, tanto a nivel regional como global. El CMA y sus miembros llevan a cabo toda clase de acciones: desde talleres, reuniones, visitas, seminarios, conferencias, apoyo a proyectos asociativos, festivales, a la elaboración de informes temáticos presentados en instancias regionales de África y Europa. Como parte de sus labores en el ámbito internacional, presenta periódicamente informes alternativos sobre los derechos de los amaziges—plural de amazig—ante los órganos especializados de las Naciones Unidas, en particular comités responsables de los instrumentos que ocupan cuestiones de racismo y discriminación como el CERD, el Comité sobre la Eliminación de todas las formas de discriminación contra la Mujer (CEDAW), el Comité de los derechos del niño (CRC) o el de los derechos de los pueblos indígenas, estos últimos reconocidos como jurídicamente vinculantes en los tratados internacionales del PIDESC y el convenio número 169 de la Organización Internacional del Trabajo (OIT). El CMA también alerta periódicamente a los órganos de la ONU, el Consejo de Europa y la Unión Africana, ONGs y medios de la opinión pública sobre actos de violación de los derechos individuales y colectivos de los amaziges, cualquiera que sea el Estado donde se estén perpetrando los actos.

### Estructura
La estructura del CMA está organizada de la siguiente forma:
- Consejo General (CG) que suele reunirse en asamblea cada tres años
- Consejo Federal (CF) compuesto por 45 miembros elegidos por el CG y representantes de las diferentes regiones (Argelia, Canarias, Libia, Marruecos, Mali, Mauritania, Níger, Siwa, Túnez y diáspora).
- Buró Mundial (BM). Constituye el órgano ejecutivo de la organización y es designado igualmente por el Consejo Federal.
- Comités Permanentes. Son cinco: Comité de Identidad, Lengua y Civilización Amazig; Relaciones Internacionales, Democracia y Derechos Humanos; Cooperación al Desarrollo; Promoción de la Participación de la Mujer; y Promoción de la Juventud.[1]

## Los amaziges hoy en día

### La Tamazgha
El territorio de los amaziges se instala en todo el norte de África, desde el oasis de Siwa en Egipto como frontera oriental hasta el archipiélago canario en la Macaronesia Atlántica, y desde el Mediterráneo hasta los márgenes del Sahel. En la actualidad, la presencia del pueblo amazig abarca los países de Egipto, Libia, Argelia, Túnez, Marruecos, las Islas Canarias (España), Mauritania, Níger, Mali y Burkina Faso.

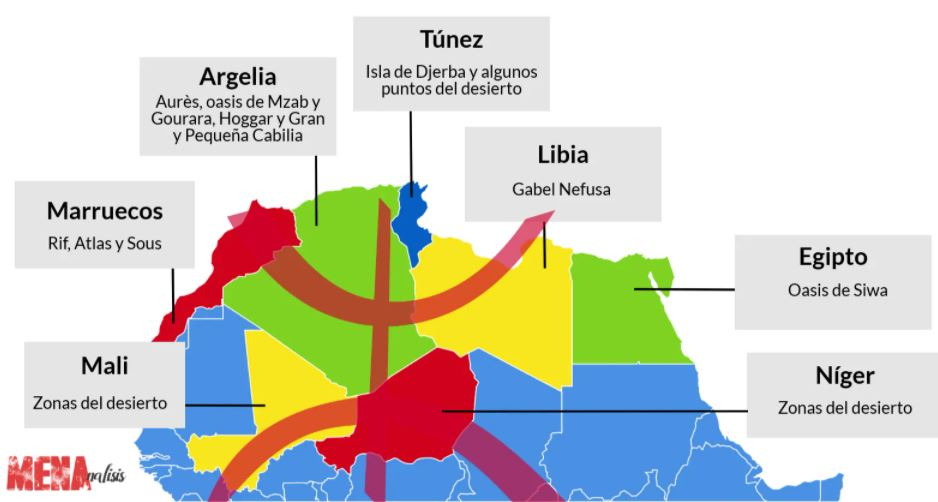
Distribución territorial de la población bereber.

La población amazig se encuentra repartida principalmente entre Marruecos, donde representan un 50% de la población total, y Argelia, donde alcanzan un 30%. El 20% restante de la comunidad se distribuye por los territorios de Túnez, Libia, el oasis de Siwa, las Canarias y los tuareg, dispersados estos últimos por Níger, Azawad (Mali), Burkina Faso y Mauritania. El caso de los tuaregs presenta una naturaleza muy particular puesto que al estar disgregados por seis Estados distintos, su estilo de vida tradicional y su supervivencia se ven amenazados constantemente.
El famoso escritor cabilio Mouloud Mammeri escribió una vez unas palabras desalentadoras que constataban que la represión casi general, directa e insidiosa por parte de los gobernantes coloniales y poscoloniales unifica a modo de eje transversal el destino de los amaziges. Los regímenes autoritarios actuales de la Tamazgha comparten el miedo del deseo de emancipación; esto es, de libertad propios de las diferencias culturales, para imponer sus políticas de negación y erradicación de la lengua y cultura amazig. La validez de esta estrategia de aniquilación paulatina de lo amazig se ha visto perfectamente ilustrada en el caso canario, que ha completado su labor tras cinco siglos de excesiva hispanización. Los Estados utilizan los mismos métodos de interdicción, coerción y violencia para prevenir cualquier expresión pública de la identidad amazig. Asimismo, la falsificación de la historia y la expansión de las políticas de arabización masivas han contribuido al trabajo de asimilación forzada de la cultura árabe. En Argelia, Marruecos, Túnez y Libia, los gobiernos de corte panarabista basan sus programas políticos en un corpus jurídico que hace del árabe la lengua oficial del Estado, y del islam su credo principal. Las leyes pasan entonces a tipificar el comportamiento social aceptable, descartando todo lo que no se encuadre dentro de su marco de protección institucional. Es el caso, por ejemplo, de la ley de 1998 sobre la generalización de la lengua árabe en Argelia, la Carta de Educación en Marruecos (1999) que prevé un lugar para el tamazigh únicamente en términos facilitadores del aprendizaje del árabe, o la expoliación de las tierras de los campesinos sobre la base de leyes coloniales, entre otras prácticas represivas que prohíben o restringen drásticamente la libertad de expresión de la lengua y la cultura amazig.
La negación y el desprecio por parte de las autoridades de todos los Estados del norte de África y del Sáhara han empujado a la población a rebelarse en numerosas ocasiones. Algunos de los momentos más sonados fueron la Primavera Amazig de 1980, las revueltas de los tuaregs a principios de la década de los noventa, el boicot escolar de Cabilia en el 94/95, el levantamiento de 1998 tras el asesinato del cantante Lounès Matoub, la Primavera Negra del 2001, los disturbios de Aurès en el 2004, las protestas de estudiantes en Marruecos en 2007, las manifestaciones populares en Boumalne Dades, Sidi-Ifni, Taghjijt, en la región del Rif de Marruecos, las manifestaciones anticoloniales en Canarias o la represión que lleva sucediéndose en Argelia contra los mozabitas desde el año 2013. La persistencia de las injusticias ha provocado la exasperación de los grupos oprimidos, resultando en la activación de nuevas revueltas y enfrentamientos con los promotores de la agonía del pueblo bereber.

### Distribución geográfica

#### Argelia: Cabilios y mozabitas
La intensificación de las reclamaciones bereberes en Argelia se remonta a comienzos de 1980, con la paralela aparición de grupos de corte islamista. En este contexto tiene lugar la conocida como Primavera Bereber, que lleva al gobierno argelino a reconocer informalmente la existencia del pueblo amazig en 1994—no se produjo, sin embargo, ningún cambio en las provisiones de la constitución que los reconocieran o amparasen. 
La escasa simpatía de los nacionalismos y fundamentalismos árabes por cualquier especificidad bereber se vio desde 1930 que se aprobase, exacerbada por la consideración del documento del dahir bereber—implementado por las autoridades franco-coloniales—como un intento extranjero de subversión del orden tradicional árabe. La aprensión desarrollada desde entonces en la Cabilia fue una constante en la política del movimiento independentista que, tras la separación de Francia en 1963, mandó a un regimiento militar para neutralizar la sublevación bereber. El triunfo del nacionalismo y la proclamación del Estado árabe legitimador del absolutismo del Frente de Liberación Nacional (FLN) condicionaron la aglutinación de los «hijos de Padres Blancos»—apelativo injurioso con que referían los árabes a los bereberes—alrededor del Frente de las Fuerzas Socialistas (FFS).
A partir de los años noventa, el berberismo adquiere una renovada trascendencia política como movimiento popular, en un momento en que el país inicia un proceso de transición democrática. La iniciativa de la creación de un Alto Comisionariado en 1995 por la causa amazig no cumplió con las expectativas de los bereberes y en abril de 2001, los cabilios se enfrentaron a las fuerzas de seguridad argelinas en una insurrección que se cobró 120 muertos y 7000 heridos.
Otras zonas como la provincia de Ghardaya, a 600 km al sur de Argel, también han sido testigo de enfrentamientos entre las tribus mozabitas del Valle de M'zab y los chaâmbas de origen árabe, contando varios episodios de violencia en 2008 y 2013, entre otros. Los mozabitas acusan directamente al gobierno de instigar la enemistad entre ambos pueblos y de la negación de la naturaleza bereber de Argelia en la práctica política, social e institucional.

#### Marruecos: Rifeños del norte
Diseminados por todo Marruecos, se encuentran tres grupos bereberes: los rifeños del norte, asentados sobre todo en las montañas del Rif; los chleuhs en el Alto Atlas y el anti-Atlas, y los bereberes del Atlas Central. 
Un estudio del Grupo Internacional de Trabajo sobre Asuntos Indígenas estimó en 2012 la proporción de población de habla amazig en un 28% del total marroquí. Las asociaciones amazig, sin embargo, pusieron en duda esta cifra y sugirieron un ratio mucho mayor—según estas, la población total de parlantes bereberes oscila entre un 65% y un 70%. De ser verdad, los datos se traducirían en un total de casi 20 millones de personas que manejan algún dialecto amazig.
La lucha por el reconocimiento institucional amazig en el caso marroquí se remonta igualmente al episodio del dahir bereber en 1930, que implantó una política colonial de segregación entre árabes y bereberes propias de una expresión nostálgica del régimen del Protectorado. No obstante, es la coyuntura política de los años 70 la que da el pistoletazo de salida a los militantes de la causa amazig en Marruecos. El Movimiento Popular (MP), reivindicador del particularismo étnico y de la defensa de la población rural y los intereses de los bereberes, se erigió entonces como principal fuerza opositora de las políticas promulgadas por el Istiqlal. A finales de esta década, el grupo parlamentario del MP «autenticidad marroquí y justicia social» reactivó las reivindicaciones sobre el reconocimiento de la cultura amazig e inició una fase de activismo persistente por la consecución de la enseñanza del tamazight.
La doctora Ángela Suárez Collado señala dos referentes movilizadores de la última generación: la política de arabización del Estado, y la renovación de la defensa de la amazigidad de Marruecos. La diligencia que hasta entonces mostraron las organizaciones al acoger la política de arabización en el sistema educativo, además de la ausencia de las lenguas bereberes en los eventos oficiales de la Administración pública, detonaron la reactivación de unos jóvenes que reclaman su identidad bereber.
En los últimos años de la monarquía de Hassan II, el movimiento amazig transitó de una militancia culturalista hacia un activismo mayormente político, alcanzando esta última etapa su momento álgido con el reinado de Mohamed VI. Con su subida al trono, se iniciaron varios procesos de negociación y redefinición de las relaciones de poder con el movimiento amazig, entre otras fuerzas sociales. Fruto de las protestas populares de febrero de 2011, el gobierno marroquí cedió a la oficialización del tamazight, reconocido en la última reforma constitucional. No obstante, la administración marroquí «no reacciona siempre de forma positiva» hacia el estatus constitucional de la ahora reconocida lengua amazig. Ahmed Bukus, decano del Instituto Real Marroquí de la Cultura Amazig denuncia la dificultad que supone hacer frente a la burocracia para el reconocimiento real del tamazight. La lengua, que habría de ser impartida en las escuelas desde el 2003, carece todavía de un departamento encargado en el organigrama del Ministerio de Educación, reflejo de la falta de compromiso por parte de las autoridades superiores.

#### Islas Canarias: Antiguos canarios
Los antiguos canarios, habitantes pobladores del archipiélago de Canarias antes de la conquista castellana en el siglo XV, fueron un grupo de procedencia bereber que habitaron las islas homónimas. Por aclaración del término con el que se nombra comúnmente a estos pobladores, la palabra «guanche» refiere únicamente a los aborígenes de la isla de Tenerife. La población, estimada en unos 160.000 habitantes en el momento de la invasión, y de habla líbico-bereber, entró en un proceso de extinción con el etnocidio de la cultura aborigen. El grado de la supervivencia de los antiguos canarios —que perdieron más de 2/3 partes de la su población en el enfrentamiento con los castellanos, sus nombres al ser convertidos al cristianismo y finalmente su lengua, muerta desde el siglo XVI cuando la Corona de Castilla culmina el proceso de colonización— se limita a la memoria y los esfuerzos de algunos investigadores que luchan por la inclusión de esta parte de la historia en el currículum educativo de canarios y resto de españoles, y por llenar el vacío académico existente en las pesquisas sobre el origen y vínculos con otras etnias bereberes del norte de África. 
En una investigación liderada por la genetista y profesora de la Universidad de La Laguna, Rosa Fregel, y realizada con la colaboración de la Universidad de Las Palmas de Gran Canaria, la Universidad de Stanford, la Universidad California de Santa Cruz y la Universidad de Durham, entre otras instituciones, se confirmó que los antiguos canarios comparten origen con los bereberes del norte de África. El análisis del ADN mitocondrial de restos aborígenes y de la población actual canaria—se analizaron un total de 48 muestras arqueológicas de 25 yacimientos diferentes—sustenta la teoría de un origen bereber por la fuerte presencia del hologrupo U6, presente también en muestras provenientes del norte de África. Los resultados del estudio fueron publicados en la revista científica «Plos One».

#### Mauritania: Los zenaga
Las primeras poblaciones bereberes llegan a Mauritania a comienzos del siglo V de la Hégira, bajo estandarte de Boubakar Ben 'Omar, quien lideró por entonces un ejército compuesto por las tribus de los lentunas, gdalas y masmudas. De estos bereberes establecidos por la llanura y las dunas al oeste y norte de la región, provienen las tribus remanentes de la Mauritania actual. A estos bereberes originarios, a su lengua hablada hasta la llegada en el siglo XIV de Beni Hasán—precursor del proceso de arabización en Mauritania y a quien se le atribuye el dialecto árabe mauritano hassaniya—y a las tribus descendientes de estas anteriores que aún sobreviven se les conoce como el pueblo zenaga. 
Se estima que las tribus hassanas de origen árabe conforman actualmente 2/10 partes de los pueblos moros, mientras que las tribus de origen bereber serían aproximadamente cuatro veces más numerosas. No obstante, el proceso de dominación política iniciado a finales del siglo XIV por parte de los árabes y su posterior simbiosis con la cultura bereber facilitó la implantación del árabe como lengua oficial, suplantando y condenando al bereber al ostracismo. La lengua bereber, anteriormente considerada vía de comunicación principal en el ámbito familiar, pasó a ser olvidada gracias a la inserción de nuevas políticas árabes acompañadas de un programa de asimilación del nuevo credo religioso. Así, familiares y profesores contribuirían acelerando el proceso de arabización, aún operante hoy día, prohibiendo el uso del zenaga a los estudiantes y en lugares públicos. Esta restricción de la libertad lingüística quedaba justificada con el fin de evitar las influencias de una lengua que podría pervertir la pronunciación en la lectura del sagrado Corán. Los árabes aprendieron a desarrollar un complejo de inferioridad sobre los bereberes hasta hacerles sentir avergonzados de su conocimiento del zenaga—se sabe que algunos beidanes fingían no saber hablarlo, y que incluso algunos eruditos lo prohibían a sus hijos por miedo a ser reprendidos si no pronunciaban el árabe de forma nativa. Por desgracia, existe un vacío académico importante en la reconstrucción histórica de este período de dominación de los árabes sobre los bereberes. Existe, sin embargo, un amplio consenso sobre la aceptación de una sociedad mauritana gestada a partir de una simbiosis entre la cultura árabe y la bereber, si bien es la primera de estas la preponderante en la promoción de la identidad mauritana.

#### Níger, Mali y Libia: Tuaregs
Presentes en algunas regiones desérticas de la Argelia Central, en la zona del macizo de Agahar y Tassili n'Ajjer; en las montañas de Air del norte de Níger, y en la cadena montañosa de Adrar de las Iforas, en Mali. Se trata sin duda de la etnia más nómada de los grupos bereberes actuales. Sus fronteras son maleables, se mueven con total libertad siempre que puedan hallar porciones de tierra con agua y pastizales, empero, el nomadismo característico de los tuaregs se ha visto limitado por el reforzamiento de las fronteras nacionales. 
El carácter reivindicativo de los tuaregs se ha visto marcado por las disputas no solo con los gobiernos pos-coloniales, sino con otros pueblos subsaharianos, como sucedió en 2014 con el estallido del conflicto en Ubari entre tuaregs y tubus. A nivel gubernamental, cabe destacar el caso de Libia y Mali, donde han sido partícipes de varias escaramuzas en la contienda por su reconocimiento oficial. En contraste con el resto de países donde constituyen al menos el 10% de la población, en Libia las cifras son mucho más altas: 17.000 aparecen en condición de extranjeros, 600.000 como documentados, y se cree que haya alrededor de un millón indocumentados. De esta forma, es normal vaticinar que la implicación de una fuerza tan amplia haya condicionado la política libia tanto interna como regionalmente—al menos hasta la revolución del 2011—. Durante los primeros años de gobierno de Muamar el Gadafi, los tuaregs se vieron sometidos a una marginalización social y económica potenciada por una represión que los forzó a exiliarse en zonas rurales, y por el fomento de su imagen como bárbaros del desierto. Las políticas de corte nacionalista del dictador favorecieron únicamente a las tribus de los warfallah, los maghariha o los Gaddafah, de la que provenía el dirigente. Gadafi, quien alardearía de su defensa por el tribalismo y de mantener buenas relaciones con los tuaregs, jugó con sus aspiraciones independentistas para hacerles partícipes del proyecto panafricanista de hacer del Sáhara un espacio sin delimitaciones fronterizas. Las relaciones con el libio se resumen en un juego de intereses geoestratégicos y la instrumentalización de los bereberes a cambio de promesas falaces de trabajo y derechos de ciudadanía. Con el inicio de la guerra civil, la deposición y ejecución del aclamado «defensor» de los nómadas bereberes, los tuaregs, recelosos de la actitud que tomaría el Consejo Nacional de Transición que ocupó posteriormente el poder, y con el posterior caos que convirtió a Libia en un Estado fallido, los tuaregs perdieron cualquier atisbo de respaldo institucional.
En el caso maliense, dos rebeliones marcaron el inicio de la militancia de los tuaregs. La primera de ellas, la Rebelión Tuareg de 1963-64, también llamada «Alfellaga», que buscaba el reconocimiento político tras la independencia de Francia en 1960. La revuelta, que contó con apoyo militar y diplomático de Argelia y Marruecos, fue sofocada por una acción brutal del ejército maliense que depuso a los 35 líderes de los distintos clanes.
A este primer levantamiento siguieron tres rebeliones más: una segunda entre 1990 y 1996, una tercera en el año 2006 y la última en el año 2012, que dio lugar a una guerra de independencia contra el gobierno de Mali. Encabezada por el Movimiento Nacional para la Liberación del Azawad (MNLA) —región declarada unilateralmente independiente—encarnó la lucha de las rebeliones anteriores en un enfrentamiento aún vigente. La crisis propició un golpe de Estado y la intervención de grupos islamistas que, viendo la oportunidad de reclamar el control de importantes zonas, se unieron a la rebelión. Al darse por finalizadas las hostilidades entre el gobierno maliense y los tuaregs, y tras haber declarado la independencia del Azawad, los islamistas se enfrentaron al MNLA para hacerse con su recién adquiridas posesiones. La iniciativa de proyecto independiente del Azawad quedó truncada y acabó desvaneciéndose ante la aparición de lo que supondría un nuevo pequeño estado islamista.

### Diáspora en Europa y América del Norte
La emigración amazig a Europa encuentra su génesis durante el período de aplicación del proyecto colonizador y de las dos grandes guerras. Ya en 1830 los amaziges habían sido la única fuerza capaz de mostrar resistencia a la conquista civilizatoria francesa, pero su derrota posterior les obligó a exiliarse. La mayoría de ellos escogieron como destino la república de Francia, Nueva Caledonia, o la Guyana. 
Otro de los principales motivos de migración tiene irónicamente que ver con la colonización. Las campañas militares de alemanes y franceses y los enfrentamientos contra los sublevados nacionales hicieron que ambos países recurrieran al reclutamiento de locales como soldados para satisfacer sus necesidades logísticas. Los reclutas militares dispuestos a combatir en las líneas de las Fuerzas Armadas francesas, conocidos como la Legión extranjera, podían solicitar la nacionalidad tras cumplir con tres años de servicio, o reclamarla de inmediato en caso de resultar herido en batalla —una disposición conocida como «Français pour le sang versé» (francés por la sangre derramada). A este acontecimiento se añade la pobreza de los territorios eminentemente rurales donde se vieron forzados a retirarse para salvaguardar su idioma y su modus vivendi tras las invasiones extranjeras y la aplicación de las leyes de expropiación colonial. Fue así como se inició el proceso migratorio hacia el continente europeo a finales del siglo XIX, asentándose principalmente en las capitales de aquellos países que los habían colonizado. 
La mayoría de los estos migrantes provenían de Argelia y Marruecos. Los primeros en llegar fueron cabilios, luego shawiyas de Aurés, y en una última oleada llegaron sobre todo chleuhs y rifeños que pronto se convirtieron en un arsenal de mano de obra barata y trabajadora que participó de la reconstrucción y desarrollo económico de varios países europeos. Hoy, los descendientes de aquella generación de clase obrera residen en toda Europa Occidental y particularmente en Francia, España, Bélgica, Países Bajos y Alemania. La comunidad amazig en Europa está firmemente establecida y forma una red compuesta por alrededor de cuatro millones de personas. Han sido capaces de desarrollar un tejido asociativo consolidado que no solo reclama el reconocimiento de su identidad cultural, sino que también ha mantenido un rol activo en la lucha por la consecución del estatus de lengua minoritaria para el tamazight, en el marco de la Carta Europea de las lenguas minoritarias o regionales.
Durante los últimos veinte años, sin embargo, el contexto político ha hecho que sea otro perfil, uno que cumple con la imagen del intelectual, profesionalmente cualificado, el que decide salir del país. Huyendo de los abusos de poder, las violaciones de derechos humanos y de las libertades fundamentales, la mayoría de los arribados a Europa no son migrantes económicos con elección, sino refugiados y solicitantes de asilo.

## Reivindicaciones principales del movimiento
Si bien en un principio los reclamos de los amaziges se limitaban a sus derechos lingüísticos y culturales, hoy día hacen un llamamiento a un reconocimiento más amplio de todos sus derechos; históricos, políticos, económicos, sociales, lingüísticos y culturales. El Movimiento Tuareg del Norte de Mali (MTMN; en francés Mouvement touareg du Nord-Mali), protagonista de la rebelión tuareg del 2012, reivindica la independencia de la parte septentrional de Mali, comúnmente referida como Azawad.
Paralelamente, algunos sectores del nacionalismo canario y el movimiento en Cabilia reivindican también el derecho a la autodeterminación. Otros pueblos y comunidades amaziges como los rifeños, los shawiya o los mozabitas abogan por un estatus de autonomía integrado dentro de un sistema de Estados-nación federados. En cualquier caso, sean cuales fueren las pretensiones separatistas, los amaziges reclaman de forma unánime una mayor adhesión social de su legitimidad como cultura ancestral.
Aquellos que se encuentran en la diáspora, principalmente en Europa y América del Norte, exigen la incorporación de su lengua en las instituciones públicas, haciendo especial ahínco en la incorporación de la enseñanza del tamazigh al currículum educativo no como lengua obligatoria, pero sí ofertada como materia optativa para cubrir la demanda de quienes quieran aprenderla. El carácter de estos jóvenes migrados presenta además un rasgo muy particular de pertenencia híbrida. Laicos por naturaleza y apegados a su identidad, pero al mismo tiempo integrados en el país de destino, las últimas generaciones nacidas en Occidente rechazan ser tratadas sobre la base de la identidad oficial de sus Estados de origen o de la de sus padres. Mucho menos están dispuestos a aceptar los preceptos de las políticas de islamización practicadas en el norte de África y extendidas en otros países.

## Congresos del C.M.A. celebrados hasta ahora

### Asociaciones fundacionales
| - Association Culturelle Anoukour, Alhucemas (Marruecos) - Association Université d'eté d'Agadir, Agadir (Marruecos) - Association Tifinagh, Rabat (Marruecos) - Association Tilelli, Goulmima (Marruecos) - AMREC-Association Marocaine de Recherche et d'Échange Culturels, Rabat (Marruecos) - Asociación Canaria de la Cultura Tamazight, Las Palmas (Islas Canarias) - Association Fazaz, Fès (Marruecos) - Association culturelle Souss, Casablanca (Marruecos) - Association Culturelle ASENFLOUL, Mequinez (Marruecos) - Tamaynut-ANCAP Association, Rabat (Marruecos) - IDLES, Tizi-Ouzou (Argelia) - Mouvement Culturel Berèber (Argelia) |

| - ACB-Association de Culture Berèber, París (Francia) - Association Culturelle Amazigh, Saint Martin d'Hèrmes (Francia) - Svensk Berberiska (Suecia) - Association Culturelle franco-berèber ASIREM (Francia) - ASIB-Association de Solidarites Internationales Berberes (Francia) - Jugurtha, Bruselas (Bélgica) - Association franco-berèber AWAL Grand Lyon, Lyon (Francia) - AJBF-Association d'Juristes Berèbes de France, París (Francia) - Association Amazigh Berèber d'Ile de France, Nantes (Francia) - Tamazgha ONG, París (Francia) - Asociación Tamunt n'Imazighen, Aulnay-sous-Bois (enlace roto disponible en Internet Archive; véase el historial, la primera versión y la última). (Francia) |

### Primer Congreso (Tafira, 1997)

#### Programa
Celebrado en el campus de Tafira en Las Palmas de Gran Canaria, el congreso congregó por vez primera a representantes de toda la Tamazgha. Reunidos desde el día 27al 30 de septiembre de 1997, el contenido del evento se dividió en las siguientes comisiones:
1. Lengua, historia, identidad, cultura y civilización
2. Relaciones internacionales y derechos humanos
3. Organización
4. Balance y perspectiva del movimiento amazig
5. Enseñanzas
6. Socioeconomía y finanzas
7. Pueblos amazig en resistencia
8. Tierra y medio ambiente

Al encuentro acudieron 350 delegados de 124 asociaciones distintas, todas miembros de la gran familia étnica bereber. En general, y a pesar de algunas discrepancias inevitables entre algunos colectivos sobre protagonismo, todas coincidieron en que la organización de este primer evento en sí había sido un éxito rotundo.

#### Conclusiones del primer encuentro
Entre las resoluciones tomadas durante la primera asamblea caben ser destacadas:
- La creación en Canarias de un Centro Mundial de Estudios y Documentación Amazig. Hasta ahora no se ha creado un centro de talla internacional como tal, pero sí existe una biblioteca y centro de documentación amazig referente, Juba II, afiliado a la Asociación Canaria de la Cultura Tamazight que pone al alcance de todos los interesados un amplio archivo histórico compuesto de amplias fuentes bibliográficas, hemeroteca, anuario, revistas, periódicos, etc., ordenado según la Clasificación Decimal Universal (CDU) como recursos al servicio de socios y personas interesadas en la cultura amazig en Canarias.[22]
- Fundación de una Asociación Internacional de profesores de amazig.
- Solicitar a los gobiernos de los países de la Tamazgha disposiciones legales que instituyan la oficialidad del tamazight.
- Instauración de una Jornada Mundial Amazig.
- Solicitar a las autoridades académicas universitarias la creación en las dos universidades canarias de la cátedra de estudios de amazig. Siguiendo esta interpelación, Antonio Tejera Gaspar; profesor catedrático de arqueología de la Universidad de La Laguna (ULL) y referente regional galardonado, creó en la misma institución la Cátedra Cultural de Estudios Bereberes, en el año 2010. La cátedra ha servido de espacio para la investigación y divulgación del legado cultural bereber en Canarias; presente fundamentalmente en la lengua y las evidencias arqueológicas pre-europeas, y ofrece un enfoque multidisciplinar. El organismo, adscrito al Vicerrectorado de Relaciones con la Sociedad de la ULL, organiza actividades formativas que tratan de suplir el vacío académico de las universidades canarias en lo concerniente a los estudios bereberes, sí estudiados desde finales del siglo XIX en Francia y desarrollados en toda Europa hasta nuestros días. Actualmente, es dirigida por José Juan Bautista Rodríguez; profesor titular del Departamento de Filología Clásica, Francesa, Árabe y Románica.[23]
- Compromiso de participación de forma activa en la internacionalización y defensa de la causa tuareg.
- Creación en el seno del C.M.A. de una comisión de expertos de Relaciones Internacionales y derechos de los pueblos
- Aprobación y adopción de la bandera oficial amazig. Hasta la fecha no existían más que algunos diseños artesanales pero tras la celebración del congreso, se aprueba la bandera oficial y se adopta este diseño definitivo como símbolo unitario. El diseño final se basa en un modelo anterior creado por la desaparecida Academia Bereber (Academie Berbère en francés) radicada en París en la década de los sesenta. La novedad de este último isotipo radica en la leta 'yaz' ( ⵣdel alfabeto tifinagh); correspondiente al sonido de la consonante fricativa alveolar 'z' en español, que representa al <<hombre libre>>.[24]   En la versión final, la 'yaz' tiene una tipografía más circular, basándose en un diseño de José Martín Feo, que a su vez se inspiraría en los grabados del Barranco de Balos en el sureste de la isla de Gran Canaria. Finalmente, la propuesta se materializó gracias a la acción de un grupo de miembros de Solidaridad Canaria y el cabilio expresidente del C.M.A. Lounes Belkacem. Un año más tarde, en 1998, la Asociación Tamazgha de París comenzó a producir industrialmente y distribuir el modelo que hoy conocemos.

La bandera está dividida en tres franjas de la misma anchura. De arriba abajo, la primera franja de color azul representa el color de las costas que bañan la Tamazgha, el Océano Atlántico y el Mar Mediterráneo. La segunda franja, de color verde, rinde homenaje al verde de los bosques fértiles del norte africano, y la tercera de color amarillo, al jable y la arena de los desiertos. Rematando estas tres líneas de color, se dispone centrada la letra 'yaz', de color rojo para honrar a los caídos en la lucha por la causa bereber.

### II Congreso Mundial Amazig (Lyon, 1999)
El segundo congreso se celebra en la ciudad francesa de Lyon del 13 al 15 de agosto de 1999 y cuenta con mucha menos concurrencia de la esperada, si bien acudieron 200 delegados representantes del 75% de la CMA provenientes de un total de 12 países. En esta ocasión se eligió como presidente a Rachid Raha, y a Lounès Elkacem como secretario general. 
El evento, sin embargo, comienza una fase de desintegración ya iniciada durante el primer encuentro en Tarifa. No desprovisto de polémicas, las consumidas divisiones políticas internas llevan a los dos principales organizadores a enfrentarse en los tribunales para determinar la legitimidad del siguiente congreso a ser organizado en Bruselas, el cual intentó imponerse como continuación oficial de la primera sesión del CMA.

#### Divisiones internas
Entre 1998 y 1999 las discrepancias internas que se habían gestado ya durante la primera conferencia en Gran Canaria evidenció una potencial ruptura dentro de la organización. El entonces presidente dimitió a causa de la inestabilidad y durante la siguiente reunión del Consejo Federal convocada en Créteil (Francia) se solicitó al director del Buró Mundial que cediera el mando del poder ejecutivo al Consejo, considerando que este debía ser el único órgano delegado para decidir la orientación general de la organización. La petición, objeto desencadenante de la ruptura, fue rechazada desde un primer momento y el BM decidió guardar para sí la prerrogativa de preparar el siguiente congreso. Ante la actitud inexorable del BM, el CF se vio obligado a inhabilitar de sus funciones a los miembros del Buró Mundial. 
La noticia causó un revuelo tremendo entre los bereberes, quienes ansiaban una restauración de la unidad del CMA. Para evitar la prolongación de la acción judicial, se formó el Grupo Voluntario para la Reconciliación (Groupe Bénévole Pour Une Réconciliation, GBR por sus sigles en francés), formado por terceros ajenos a las partes enfrentadas, con el objetivo de promover un arbitraje aceptado por ambos grupos. Sin embargo, los esfuerzos de la GBR no sirvieron para nada y el grupo de Bruselas prosiguió con la organización de un «segundo» congreso, dejando a la justicia francesa hacerse cargo del caso.

### El «otro» segundo Congreso Mundial Amazig (Bruselas, 2000)
El «segundo» Congreso Mundial Amazig, no reconocido por el grupo que participó de la conferencia de Lyon, tuvo lugar en la ciudad de Bruselas, del 7 al 9 de agosto de 2000. Como cargos «oficiales» se nombraron: Mabrouk Erkal, como presidente; Ali Harchenas, como vicepresidente; Boudris Belaïd, como secretario; Chérif Hadmission, como tesorero; Mohaud Said Younsi, como tesorero asistente; y Aïssa Mousselman, como comisaria. En el documento de clausura se hace mención directa a la ruptura con la línea de actividad del grupo de Lyon.

### III Congreso: La efervescencia fragmentaria (Roubaix, 2002)
Celebrado los días 28,29 y 30 de agosto de 2002 en la misma ciudad donde Muhand-Ouramdhane Khacer fundó la Academia Bereber del Norte de Roubaix en 1971 (Francia). Fue él mismo quien propuso celebrar la tercera edición en este lugar. 
El evento reafirmó los desacuerdos y comportamientos oportunistas y mercantiles de «ciertos seudónimos activistas» que desestabilizaron la utilidad del encuentro. Sumado a estas deficiencias hay que añadir el incidente del impago de los costos de participación en el congreso de algunos delegados de la asociación Afus Deg Wfus. El imprevisto le costó al organizador más de una semana de negociaciones con los funcionarios y técnicos del Ayuntamiento de Roubaix para que absorbieran el déficit. A raíz de esto y otros comportamientos inadmisibles, Muhand-Ouramdhane Khacer presentó su renuncia al Consejo Federal.

### IV Congreso (Nador, 2005)
Inicialmente programado para los días 5,6 y 7 de agosto de 2005 en la ciudad andaluza de Almería, la mesa del CMA informó en una rueda informativa emitida desde la oficina de París que el evento se celebraría finalmente en Nador (Marruecos), manteniendo las fechas iniciales. Los temores relacionados con los obstáculos a la libertad de circulación de personas entre las dos orillas del Mediterráneo y la imposición por Marruecos del requisito de visado para los nacionales argelinos determinó el cambio de lugar de asamblea.

### V Congreso (Tizi Ouzou, 2008)
La organización del quinto congreso del CMA padeció desde el principio incontables trabas burocráticas por parte de la administración argelina. La falta de respuesta del Ministerio del Interior y del wali de Tizi Ouzou a la solicitud fue interpretada por los organizadores como una negativa tras cuatro meses sin recibir una sola notificación de las autoridades. Como último recurso, el comité decidió arriesgarse y presentar una denuncia contra la wilaya de Tizi Ouzou. Los órganos especializados de la ONU respondieron expresando su asombro por la denegación del permiso y prohibición del CMA. Al mismo tiempo, la ONU propuso otras cuatro ciudades alternativas que pudieran albergar el encuentro, recalcando, no obstante, que la negativa del gobierno argelino despreciaba los principios de democracia y la libertad de expresión.

### VI Congreso: Nacimiento de la Asamblea Mundial Amazig (A.M.A.)
Durante el sexto congreso el 9-11 de diciembre de 2011 en Bruselas (Bélgica), el «disidente» Congreso Mundial Amazig decidió en su sexta asamblea general el cambio de nombre, el rediseño de su estatutos y la creación de una nueva institución con nuevas estructuras. El CMA se convirtió así en la Asamblea Mundial Amazig (AMA).